# تيري كوبلي
تيري كوبلي (بالإنجليزية: Teri Copley)‏ هي عارضة وممثلة أمريكية، ولدت في 10 مايو 1961 في الولايات المتحدة.

## وصلات خارجية
- تيري كوبلي على موقع IMDb (الإنجليزية)
- تيري كوبلي على موقع إن إن دي بي (الإنجليزية)
- تيري كوبلي على موقع قاعدة بيانات الفيلم (الإنجليزية)